# Giedo van der Garde
Giedo van der Garde (Rhenen, 25 april 1985) is een Nederlandse voormalige autocoureur. In 2013 kwam hij uit als tweede coureur voor het team van Caterham in de Formule 1. In 2014 was hij de testrijder voor het team van Sauber.
Van der Garde is sinds 16 december 2013 getrouwd met Denise Boekhoorn, de dochter van Marcel Boekhoorn.

## Carrière

### Karting
Op vroege leeftijd begint Van der Garde met karten. Al snel pakt hij alle prijzen, waaronder een wereldtitel. Door zijn goede resultaten wordt hij opgenomen in de Renault Driver Development, het opleidingsprogramma voor jonge coureurs van het Renault F1-team. Ook wordt hij gesteund door de Nederlandse autosportfederatie KNAF en Jos Verstappen.

### Formule Renault
In 2003 maakt Van der Garde de overstap naar de autosport. Uitkomend voor Van Amersfoort Racing neemt hij deel aan het Nederlands kampioenschap Formule Renault waarin hij enkele successen weet te boeken.

### Formule 3
De jaren 2004 t/m 2006 brengt Van der Garde door in de Formule 3 Euroseries. Hij rijdt voor de teams Signature, Rosberg en ASM. De resultaten vallen, op enkele uitschieters na, tegen.

#### Overzicht Formule 3 resultaten
| Jaar | Team                     | Chassis          | Motor       | 1         | 2        | 3        | 4        | 5         | 6        | 7        | 8         | 9         | 10       | 11        | 12        | 13      | 14       | 15        | 16      | 17        | 18       | 19        | 20        | Pos | Punten |
| ---- | ------------------------ | ---------------- | ----------- | --------- | -------- | -------- | -------- | --------- | -------- | -------- | --------- | --------- | -------- | --------- | --------- | ------- | -------- | --------- | ------- | --------- | -------- | --------- | --------- | --- | ------ |
| 2004 | Opel Team Signature-Plus | Dallara F302/018 | Spiess-Opel | HOC1 1 9  | HOC1 2 4 | EST 1 16 | EST 2 6  | ADR 1 3   | ADR 1 6  | PAU 1 12 | PAU 2 DNF | NOR 1 DNF | NOR 1 12 | MAG 1 18  | MAG 2 7   | NÜR 1 7 | NÜR 2 12 | ZAN 1 4   | ZAN 2 8 | BRN 1 5   | BRN 2 3  | HOC2 1 12 | HOC2 2 22 | 9e  | 37     |
| 2005 | Team Rosberg             | Dallara F305/039 | Spiess-Opel | HOC 1 DNF | HOC 2 4  | PAU 1 6  | PAU 2 15 | SPA 1 Ret | SPA 2 17 | MON 1 11 | MON 2 DNF | OSC 1 17  | OSC 2 6  | NOR 1 DNF | NOR 2 DNF | NÜR 1 8 | NÜR 2 5  | ZAN 1 DNF | ZAN 2 3 | LAU 1 2   | LAU 2 6  | HOC 1 DNF | HOC 2 13  | 9e  | 34     |
| 2006 | ASM Formule 3            | Dallara F306/012 | Mercedes    | HOC 1 DNF | HOC 2 7  | LAU 1 12 | LAU 2 9  | OSC 1 DNF | OSC 2 11 | BRH 1 4  | BRH 2 19  | NOR 1 6   | NOR 2 1  | NÜR 1 3   | NÜR 2 11  | ZAN 1 2 | ZAN 2 5  | CAT 1 16  | CAT 2 8 | LMS 1 DNS | LMS 2 12 | HOC 1 9   | HOC 2     | 6e  | 37     |

### World Series by Renault

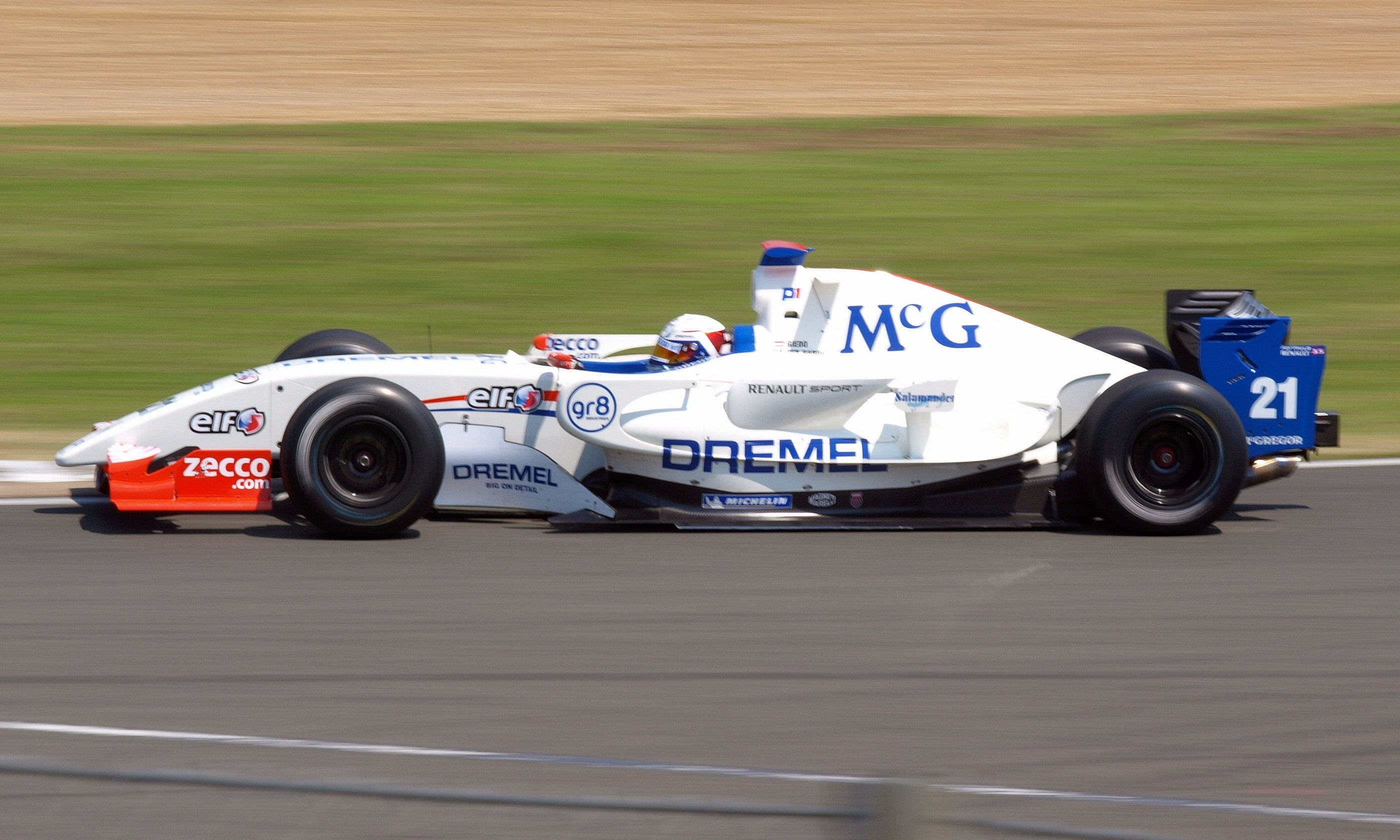
in de World Series By Renault, 2008, Silverstone

In 2007 maakt Van der Garde de overstap naar de World Series by Renault. Zijn eerste seizoen weet hij geen potten te breken, en vallen de resultaten tegen. Zijn tweede seizoen, 2008, keert het tij en wordt hij overtuigend kampioen. Door kampioen te worden verdiende Van der Garde een eenmalige testsessie bij het Renault Formule 1-team.

### GP2 Series
Het seizoen 2009 is het eerste seizoen waarin Van der Garde uitkomt in de GP2 Series. Hij rijdt voor het iSport-team. Dit seizoen heeft Van der Garde drie overwinningen geboekt, in Hongarije, België en Italië. Hij eindigt het seizoen als zevende in het kampioenschap, met 34 punten.
In 2010 komt Van der Garde opnieuw uit in de GP2 Series, ditmaal bij het Addax team. Na een teleurstellend seizoen, waarin Van der Garde zich aanvankelijk als titelkandidaat zag, hoopt hij een racestoeltje te kunnen binnenslepen bij een Formule 1-team.
In de jaren 2011 en 2012 komt van de Garde echter opnieuw uit in de GP2-Series. In 2011 rijdt hij opnieuw voor het Barwa Addax Team waar hij als vijfde mee eindigt in het kampioenschap. In 2012 wordt hij aangewezen als testcoureur bij het Formule 1-team Caterham. Zijn testrijdersrol combineert hij dit seizoen met een positie als rijder bij het gelijknamige GP2-team Caterham Racing. Hij weet dit seizoen de zesde positie in het kampioenschap te behalen.

#### Overzicht GP2 resultaten
| Jaar | Team                 | 1          | 2         | 3            | 4           | 5           | 6           | 7           | 8          | 9          | 10          | 11         | 12          | 13         | 14          | 15          | 16         | 17          | 18          | 19          | 20         | 21          | 22         | 23        | 24        | Pos | Punten |
| ---- | -------------------- | ---------- | --------- | ------------ | ----------- | ----------- | ----------- | ----------- | ---------- | ---------- | ----------- | ---------- | ----------- | ---------- | ----------- | ----------- | ---------- | ----------- | ----------- | ----------- | ---------- | ----------- | ---------- | --------- | --------- | --- | ------ |
| 2009 | iSport International | ESP FEA 7  | ESP SPR 4 | MON FEA DNF  | MON SPR 11  | TUR FEA 15  | TUR SPR 13  | GBR FEA DNF | GBR SPR 13 | GER FEA 12 | GER SPR DNF | HUN FEA 7  | HUN SPR 1   | VAL FEA 14 | VAL SPR Ret | BEL FEA 6   | BEL SPR 1  | ITA FEA 1   | ITA SPR 6   | POR FEA DNF | POR SPR 6  |             |            |           |           | 7e  | 34     |
| 2010 | Barwa Addax Team     | ESP FEA 20 | ESP SPR 9 | MON FEA 6    | MON SPR 2   | TUR FEA 4   | TUR SPR 3   | VAL FEA 4   | VAL SPR 2  | GBR FEA 9  | GBR SPR 7   | GER FEA 12 | GER SPR 9   | HUN FEA 5  | HUN SPR 4   | BEL FEA 9   | BEL SPR 2  | ITA FEA DNF | ITA SPR DNF | ABU FEA DNF | ABU SPR 19 |             |            |           |           | 7e  | 39     |
| 2011 | Barwa Addax Team     | TUR FEA 4  | TUR SPR 2 | ESP FEA 2    | ESP SPR DNF | MON FEA DNF | MON SPR 9   | VAL FEA 2   | VAL SPR 3  | GBR FEA 8  | GBR SPR 3   | GER FEA 6  | GER SPR DNF | HUN FEA 4  | HUN SPR 4   | BEL FEA DNF | BEL SPR 20 | ITA FEA 21  | ITA SPR 13  |             |            |             |            |           |           | 5e  | 49     |
| 2012 | Caterham Racing      | MAL FEA 9  | MAL SPR 4 | BHR1 FEA DNF | BHR1 SPR 9  | BHR2 FEA 3  | BHR2 SPR 19 | ESP FEA 1   | ESP SPR 6  | MON FEA 3  | MON SPR 3   | VAL FEA 11 | VAL SPR 6   | GBR FEA 8  | GBR SPR 21  | GER FEA 5   | GER SPR 2  | HUN FEA 5   | HUN SPR 10  | BEL FEA 5   | BEL SPR 21 | ITA FEA DNF | ITA SPR 10 | SGP FEA 8 | SGP SPR 1 | 6e  | 160    |

#### Overzicht GP2 Asia resultaten
| Jaar    | Team             | 1          | 2           | 3            | 4           | 5          | 6           | 7          | 8         | 9          | 10         | 11         | 12         | Pos | Punten |
| ------- | ---------------- | ---------- | ----------- | ------------ | ----------- | ---------- | ----------- | ---------- | --------- | ---------- | ---------- | ---------- | ---------- | --- | ------ |
| 2008–09 | GFH Team iSport  | CHN FEA 10 | CHN SPR DNS | DUB FEA 4    | DUB SPR *   | BHR1 FEA 7 | BHR1 SPR 14 | QAT FEA 12 | QAT SPR 8 | MAL FEA 14 | MAL SPR 10 | BHR2 FEA 5 | BHR2 SPR 7 | 12e | 11     |
| 2009–10 | Barwa Addax Team | ABU1 FEA   | ABU1 SPR    | ABU2 FEA DNF | ABU2 SPR 19 | BHR1 FEA   | BHR1 SPR    | BHR2 FEA   | BHR2 SPR  |            |            |            |            | 34e | 0      |
| 2011    | Barwa Addax Team | ABU FEA 5  | ABU SPR 23  | ITA FEA 2    | ITA SPR 3   |            |             |            |           |            |            |            |            | 3e  | 16     |

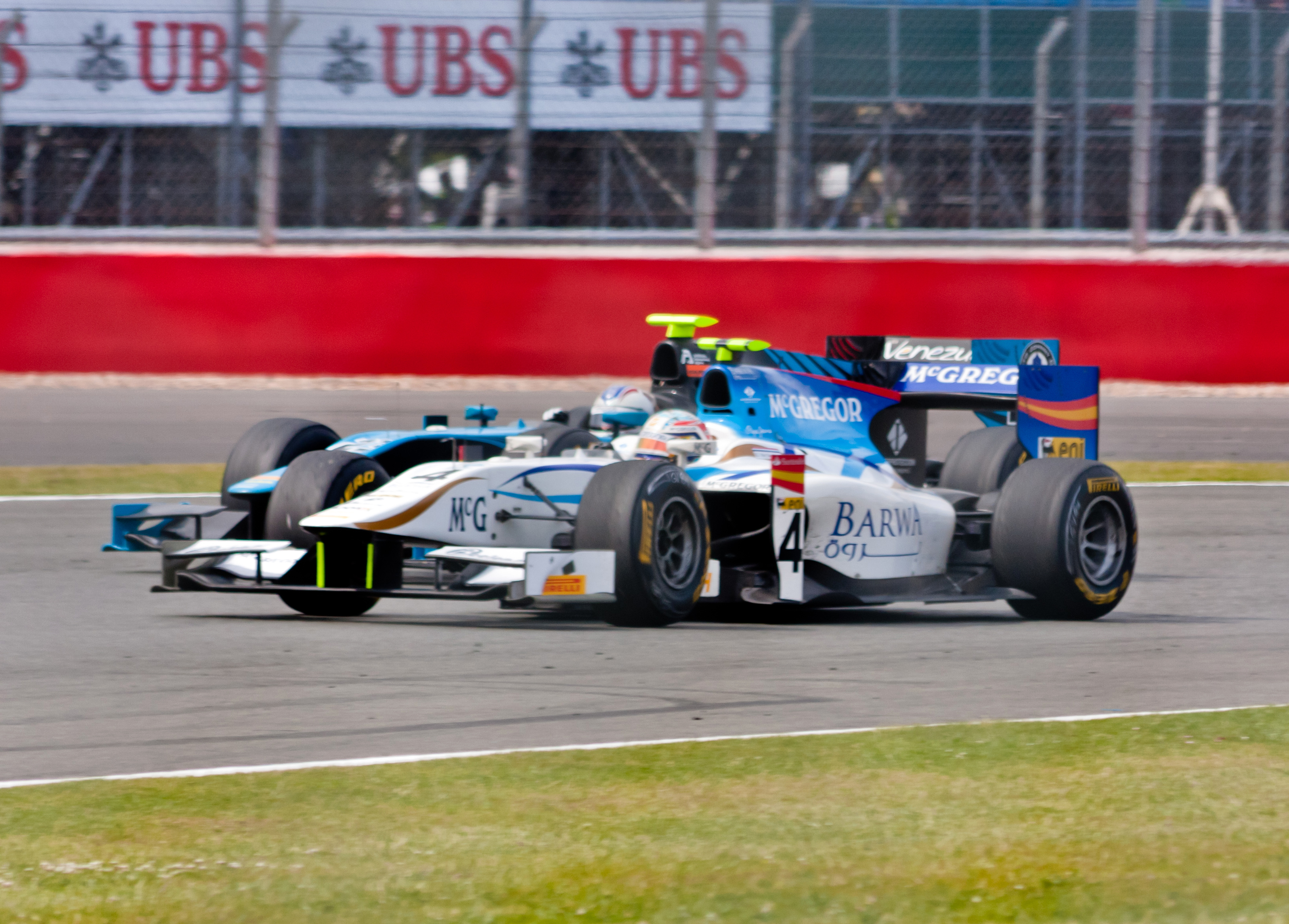
Giedo van der Garde in GP2 Series bij Barwa Addax Team, 2011

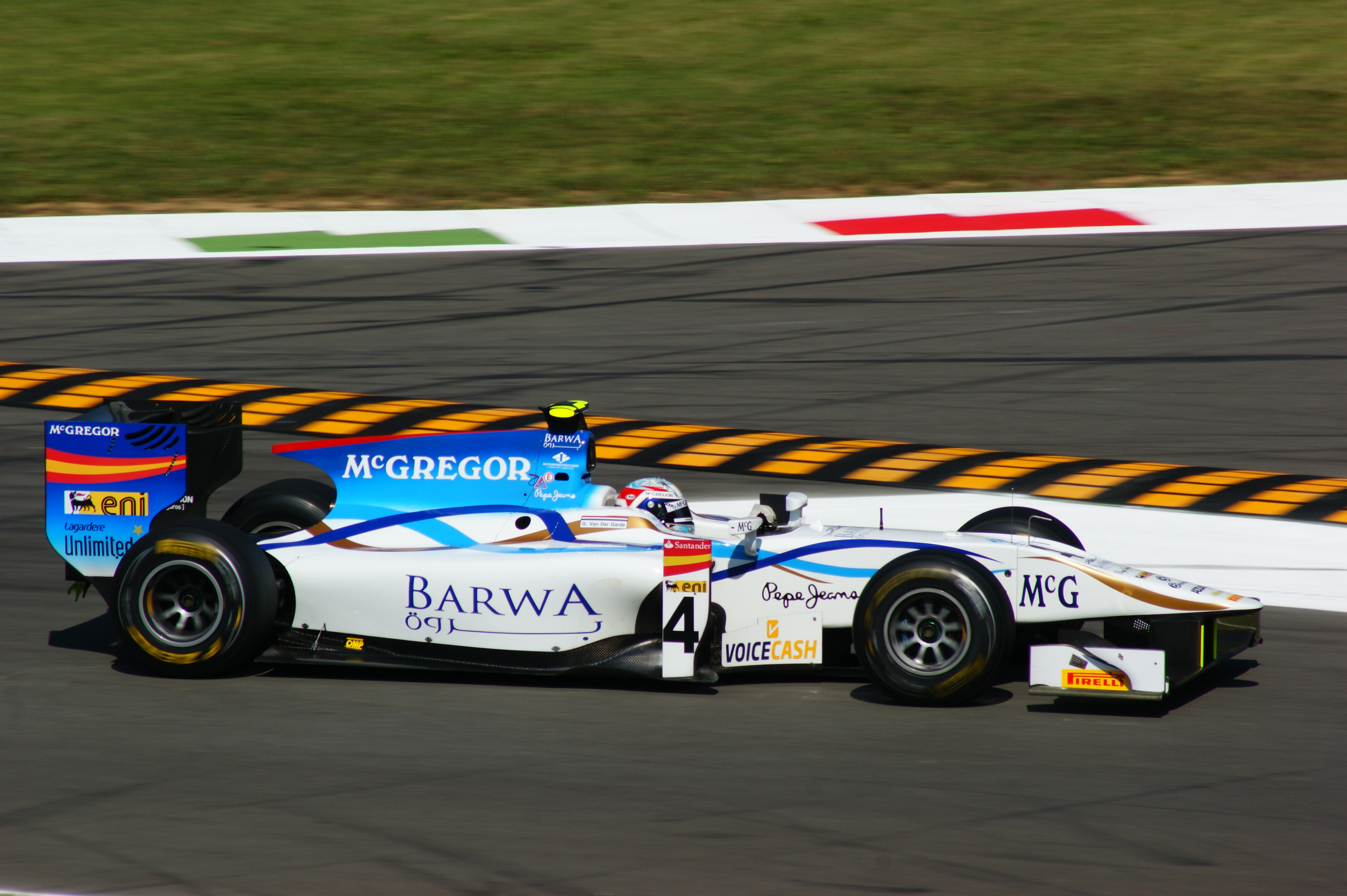

(*) De tweede race op het Dubai Autodrome in 2008 werd afgelast.

### Formule 1-carrière
| Jaar/Jaren | Team     |
| ---------- | -------- |
| 2013       | Caterham |

|                       | 2013 | Totaal |
| --------------------- | ---- | ------ |
| Aantal races          | 19   | 19     |
| Aantal zeges          | 0    | 0      |
| Aantal pole-positions | 0    | 0      |
| Aantal snelste ronden | 0    | 0      |
| Aantal podiumplaatsen | 0    | 0      |
| Aantal WK-punten      | 0    | 0      |
| Eindstand WK          | 22   |        |

### Formule 1
Buiten het McLaren-programma, waar hij intussen geen deel meer van uitmaakt, is Van der Garde in zijn korte carrière reeds twee seizoenen testcoureur geweest in de Formule 1. In 2007 reed hij voor zowel Spyker als Super Aguri. In 2008 was hij in dienst bij Force India. Ook mocht hij eenmalig de Renault testen, eveneens in 2008. Van der Garde was in onderhandeling met een viertal teams voor een stoeltje in de Formule 1 voor in 2011, het is echter niet tot een overeenkomst gekomen.

#### 2012
In 2012 is hij test- en reserverijder voor het Caterham F1 Team. Hij reed zijn eerste vrije training tijdens de Grand Prix van China.

#### 2013

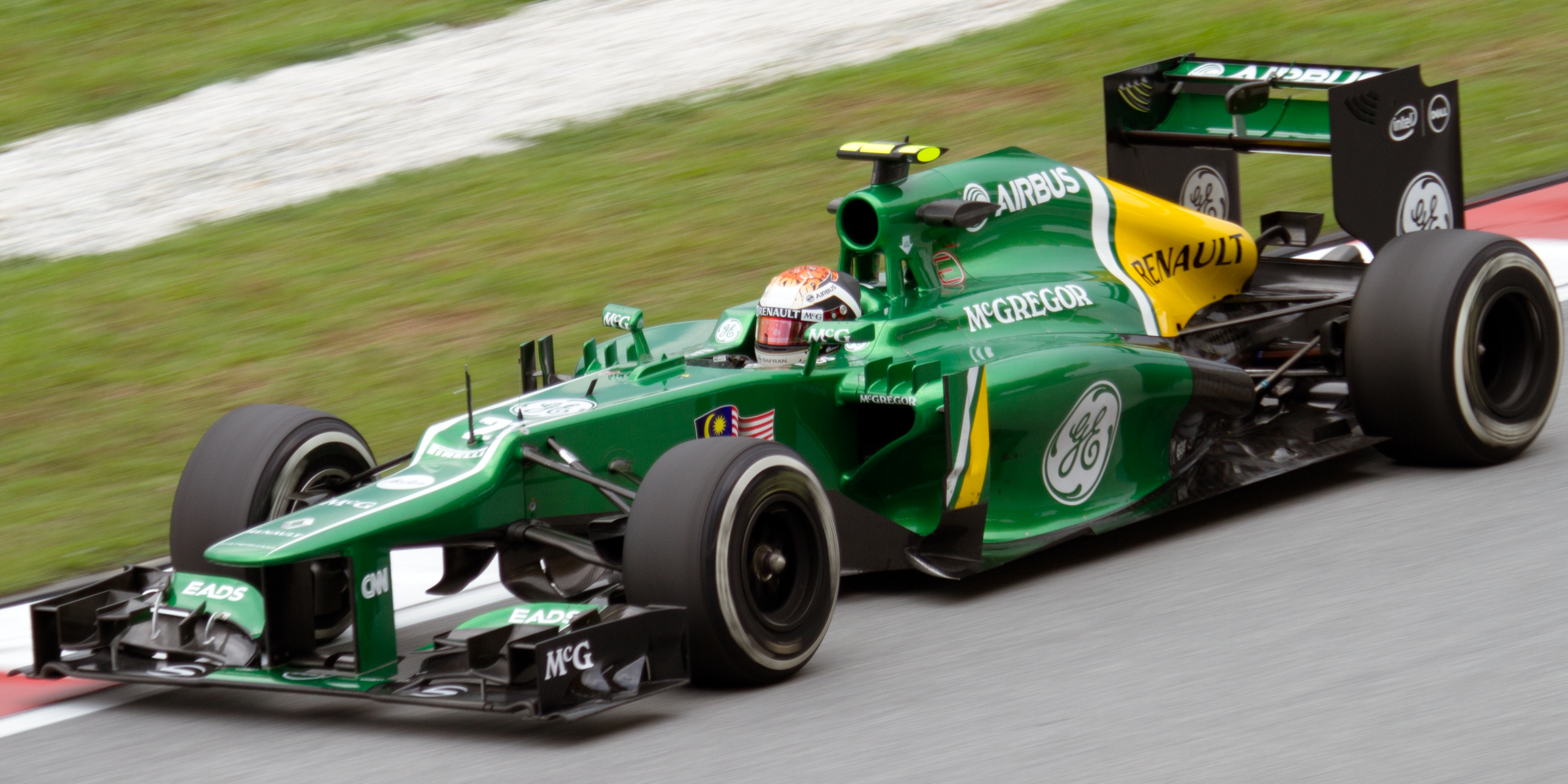
Giedo van der Garde in 2013 tijdens de Grand Prix van Maleisië

Op 1 februari 2013 maakte Van der Garde bekend dat hij in 2013 instapt bij het team van Caterham. Hij maakt hier zijn Formule 1-racedebuut naast Charles Pic. Hij maakte een redelijk debuutseizoen mee, met als hoogtepunt een derde plaats in Q1 tijdens de Grand Prix van België, waar hij uiteindelijk met een veertiende plaats ook zijn beste kwalificatie behaalde. In het kampioenschap eindigde hij als 22e, waarmee hij enkel Max Chilton achter zich liet.

#### 2014
Op 21 januari 2014 werd bekend dat Van der Garde in 2014 reservecoureur wordt bij het team van Sauber achter de racecoureurs Esteban Gutiérrez en Adrian Sutil.

#### 2015
In maart 2015 bij de start van het seizoen 2015 bleek dat Sauber het contract met Van der Garde niet wilde uitvoeren, het team had namelijk Felipe Nasr en Marcus Ericsson ook gecontracteerd. Beiden namen een aanzienlijk hoger bedrag aan sponsorgelden mee. Hierop spande Van der Garde kort voor de Grand Prix van Australië meerdere rechtszaken aan tegen het team om op die manier af te dwingen om hem als rijder in te zetten. In eerste instantie won Van der Garde deze rechtszaken, maar uiteindelijk schikten beide partijen de zaak voor een onbekend bedrag (waarschijnlijk groter dan €15 miljoen euro) en werd Van der Garde niet als rijder ingezet.

#### Overzicht Formule 1 carrière
| Seizoen | Inschrijving     | Chassis       | Motor                    | 1      | 2      | 3      | 4      | 5       | 6      | 7       | 8      | 9      | 10     | 11     | 12     | 13     | 14     | 15      | 16      | 17     | 18     | 19     | 20     | Pos | Punten |
| ------- | ---------------- | ------------- | ------------------------ | ------ | ------ | ------ | ------ | ------- | ------ | ------- | ------ | ------ | ------ | ------ | ------ | ------ | ------ | ------- | ------- | ------ | ------ | ------ | ------ | --- | ------ |
| 2012    | Caterham F1 Team | Caterham CT01 | Renault RS27-2012 2.4 V8 | AUS    | MAL    | CHN TC | BHR    | SPA     | MON    | CAN     | EUR    | GBR    | DUI    | HON    | BEL    | ITA    | SIN    | JPN TC  | KOR TC  | IND TC | ABU TC | VST    | BRA TC | -   | -      |
| 2013    | Caterham F1 Team | Caterham CT03 | Renault RS27-2013 2.4 V8 | AUS 18 | MAL 15 | CHN 18 | BHR 21 | SPA DNF | MON 15 | CAN DNF | GBR 18 | DUI 18 | HON 14 | BEL 16 | ITA 18 | SIN 16 | KOR 15 | JPN DNF | IND DNF | ABU 18 | VST 19 | BRA 18 |        | 22  | 0      |
| 2014    | Sauber F1 Team   | Sauber C33    | Ferrari 059/3 1.6 V6     | AUS    | MAL    | BHR TC | CHN TC | SPA TC  | MON    | CAN     | OOS    | GBR TC | DUI TC | HON    | BEL TC | ITA TC | SIN    | JPN     | RUS     | VST    | BRA    | ABU    |        | -   | -      |

## Overzicht carrière
Zijn carrière tot nu toe:
| 1996 en 1997  | Nederlands kampioen karts (mini junior).                                                                              |
| 2000          | 6e in WK formule A (karts)                                                                                            |
| 2001          | 5e in WK formule Super A (karts)                                                                                      |
| 2002          | wereldkampioen Formule Super A (karts)                                                                                |
| 2003          | Winnaar KNAF Talent First project, deelnemer NK formule Renault                                                       |
| 2004 t/m 2006 | deelnemer Formule 3 Euroseries bij Team Signature PLUS, Team Rosberg en Team ASM Formule 3.                           |
| 2007          | World Series by Renault bij Victory Engineering. Formule 1-testcoureur en reserve-rijder bij Spyker F1 en Super Aguri |
| 2008          | Kampioen in de World Series by Renault bij P1 Motorsport. Testrijder bij Force India                                  |
| 2009          | GP2 Series en GP2 Asia Series bij iSport.                                                                             |
| 2010          | GP2 Series bij Addax.                                                                                                 |
| 2011          | GP2 Series bij Addax.                                                                                                 |
| 2012          | GP2 Series bij Caterham. Test- en reservecoureur bij Caterham, Formule 1.                                             |
| 2013          | Coureur bij Caterham, Formule 1.                                                                                      |
| 2014          | Testcoureur bij Sauber, Formule 1.                                                                                    |
| 2016          | Kampioen in de LMP2-klasse van het European Le Mans Series bij G-Drive Racing, debuut in de 24 uur van Le Mans.       |
| 2017          | Eenmalig optreden in de Audi Sport TT Cup op het Circuit Park Zandvoort.                                              |
| 2018-19       | LMP2-klasse van het FIA World Endurance Championship bij Racing Team Nederland.                                       |

## Carrière als Formule 1-analist
Daarnaast is Van der Garde  Formule 1-analist. Eerst voor Ziggo Sport, waar hij in 2018 ook een aantal races samen met Olav Mol het live-commentator verzorgde. Daarna maakte hij de overstap naar Viaplay, de streamingdienst die vanaf 2022 de uitzendrechten van de Formule 1 in Nederland heeft.